# أتيلا دي كارفاليو
أتيلا دي كارفاليو (بالبرتغالية: Áttila de Carvalho‏) الشهير باسم أتيلا (16 ديسمبر 1910 - تاريخ الوفاة غير معلوم) لاعب كرة قدم برازيلي راحل كان يجيد اللعب في خط الهجوم.
لعب طوال مسيرته الرياضية في أندية أمريكا (1928-1932) بوتافوغو (1933-1934) بوتافوغو (1938).
شارك مع منتخب البرازيل في بطولة كأس العالم 1934 في إيطاليا حيث خرج من الدور الثمن النهائي.

## وصلات خارجية
- أتيلا دي كارفاليو على موقع Soccerway.com (الإنجليزية)
- أتيلا دي كارفاليو على موقع عالم كرة القدم.نت (الإنجليزية)

- هذا سيرة ذاتية